# Dicrotendipes gilkai
Dicrotendipes gilkai är en tvåvingeart som beskrevs av Andersen och Mendes 2010. Dicrotendipes gilkai ingår i släktet Dicrotendipes och familjen fjädermyggor. Inga underarter finns listade i Catalogue of Life.